# كريستوف مولان
كريستوف مولان هو مدرب كرة قدم سويسري، ولد في 23 أبريل 1971.

## وصلات خارجية
- كريستوف مولان على موقع قاعدة بيانات كرة القدم.إي يو (الإنجليزية)
- كريستوف مولان على موقع عالم كرة القدم.نت (الإنجليزية)